# Acanthodelta eusciasta
Acanthodelta eusciasta là một loài bướm đêm trong họ Noctuidae.